# 南方有蹄目
南方有蹄目（Notoungulata）是居於大约5700万年前至约5000年前的南美洲已滅絕的有蹄類。其下包括了巨型的箭齒獸。由於南方有蹄目被隔離在南美洲，牠們很多都沿趨同演化而形成像其他大洲的哺乳動物。其中的例子有厚南獸屬演化成像兔，巨弓獸屬則演化成像爪獸科。南方有蹄目與其他南美洲的有蹄類組成了南蹄目。

## 分類
以下是南方有蹄目的分類：
- †南方有蹄目 Notoungulata
  - †古南方有蹄亚目 Notioprogonia
    - †亨氏柱兽科 Henricosborniidae
    - †南柱兽科 Notostylopidae

  - †箭齿兽亚目 Toxodonta
    - †外锯兽科 Isotemnidae
    - †利昂马科 Leontiniidae
    - †科 Notohippidae
    - †箭齿兽科 Toxodontidae
    - †巨弓兽科 Homalodotheriidae

  - †型兽亚目 Typotheria
    - †古猴科 Archaeopithecidae
    - †科 Oldfieldthomasiidae
    - †中间兽科 Interatheriidae
    - †科 Campanorcidae
    - †中黑格兽科 Mesotheriidae

  - †黑格兽亚目 Hegetotheria
    - †古蹄兔科 Archaeohyracidae
    - †黑格兽科 Hegetotheriidae

有指古南方有蹄亞目是多系群，並包括了其他亞目的祖先。若型獸亞目不包括黑格獸亞目，則型獸亞目則是一個多系群，並包括了古蹄兔科及黑格獸科。